# Estación de Apulco
Estación de Apulco es una localidad de México, localizada en el municipio de Metepec en el estado de Hidalgo.

## Toponimia
Del náhuatl, Apulco o a-pol-co; atl, agua, poloa, perderse, co, final: Lugar en que se pierde el agua.

## Geografía
Se encuentra en la región geográfica del Valle de Tulancingo; a la localidad le corresponden las coordenadas geográficas 20°17′1.195″ de latitud norte y 98°20′51.917″ de longitud oeste, con una altitud de 2178 m s. n. m. Cuenta con un clima templado subhúmedo con lluvias en verano, de humedad media.
En cuanto a fisiografía se encuentra en la provincia del Eje Neovolcánico, dentro de la subprovincia de Sierras y Llanuras de Querétaro e Hidalgo; su terreno es de llanura. En lo que respecta a la hidrografía se encuentra posicionado en la región del Pánuco, dentro de la cuenca el río Moctezuma, y en la subcuenca del río Metztitlán.

## Demografía
En 2020 registró una población de 1476 personas, lo que corresponde al 11.29 % de la población municipal. De los cuales 679 son hombres y 797 son mujeres.
| Gráfica de evolución demográfica de Estación de Apulco entre 1900 y 2020 |
|                                                                          |
| Población registrada por los censos y conteos del INEGI.                 |